# Oh Boy (canción)
«Oh Boy» es una canción interpretada por la cantante australiana Diana Trask. Fue lanzada en diciembre de 1974 como sencillo principal de su álbum The Mood I'm In.

## Antecedentes, escritura y grabación

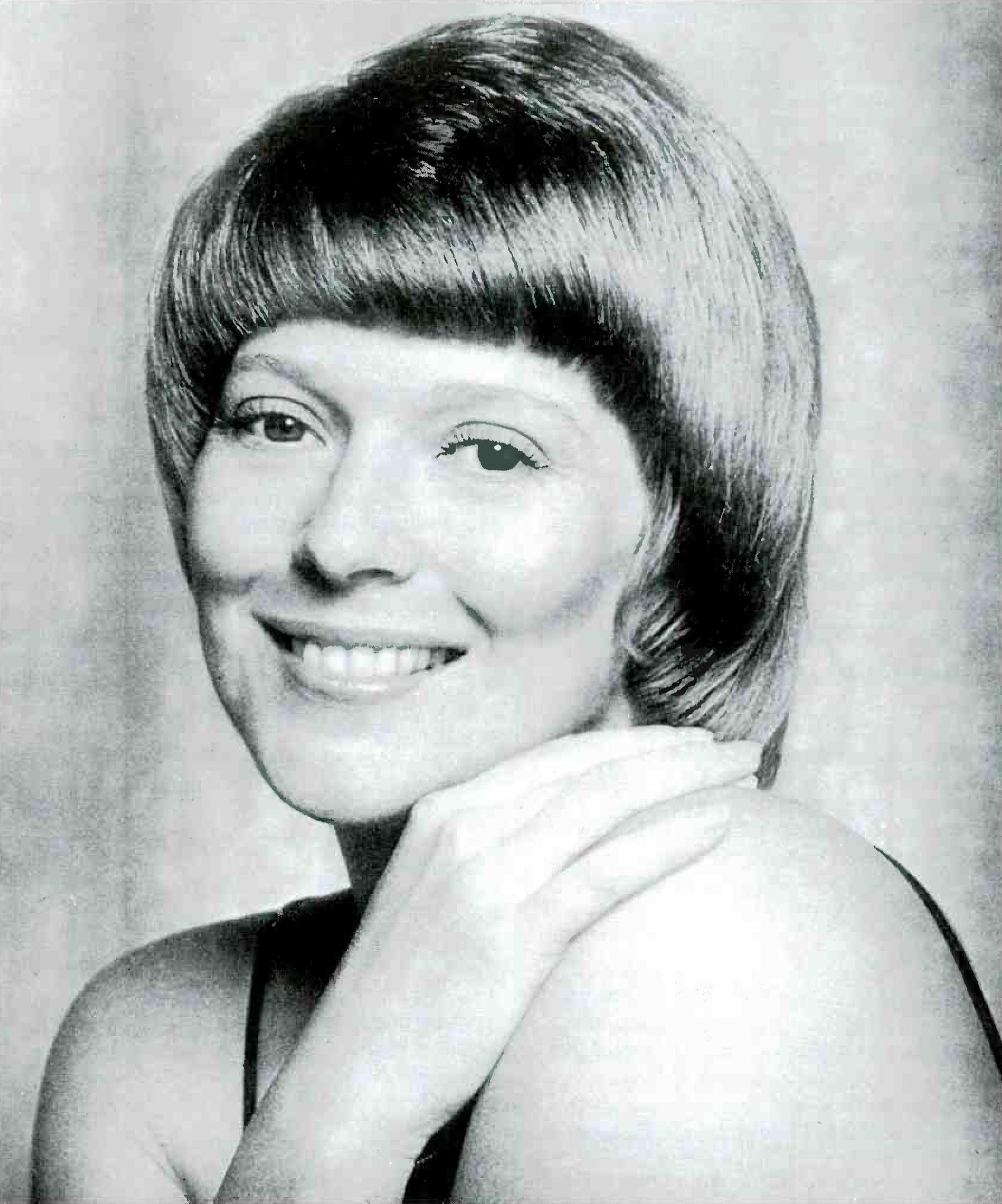
Una fotografía promocional de Diana Trask en 1974.

Diana Trask comenzó su carrera como cantante pop grabando para Columbia Records y apareciendo en el programa de televisión Sing Along with Mitch. Luego se reinventó como artista country después de desarrollar un interés en su comunidad musical. Tuvo su período country más exitoso durante la década de los setenta con varios lanzamientos de sencillos que estuvieron en el top 20 y top 40 de los Estados Unidos. Entre estas canciones que llegaron a las listas se encontraba «Oh Boy» de 1974. En sus memorias, Trask escribió que el productor Jim Foglesong había encontrado «Oh Boy» y creía que sería un éxito. Trask regresó de una temporada actuando en Las Vegas para grabar la canción y, después de grabarla, también creyó que podría ser un éxito. Escrita por Tony Romeo y producida por Foglesong, la historia de «Oh Boy» se centraba en una mujer que caminaba tristemente por las calles en un intento de encontrar a su pareja.

## Lanzamiento
«Oh Boy» fue lanzada como sencillo por ABC/Dot Records en diciembre de 1974 como un disco de vinilo de siete pulgadas que incluía «Alone Again Naturally» como lado B. Trask afirmó que su versión nunca recibió promoción de ABC/Dot debido a la reconfiguración del sello y la llamó “una de mis mayores decepciones profesionales”. Mientras tanto, Bobby Wyld de WYTRA Records afirmó que no le dio permiso a ABC/Dot para lanzar la versión de Trask creyendo que su versión “no se transmitiría”. Finalmente, ella demandó a la compañía por un millón de dólares, según informó Radio & Records.

## Recepción de la crítica
Un escritor no especificado de la revista Cash Box calificó la voz de Trask como “dinámica” y creyó que sería “un éxito seguro”, mientras que Billboard consideró la canción como “bien producida con agradables cambios de melodía” y encontró que Trask “nunca había sonado mejor”.

## Rendimiento comercial
A pesar de esto, «Oh Boy» subió a la posición número 21 en la lista Billboard Hot Country Singles de los Estados Unidos, convirtiéndose en el último sencillo top 40 de Trask allí. En Canadá, subió al número 14 en su lista RPM Country Playlist. Alcanzó el top ten en la lista Kent Music Report de Australia, alcanzando la posición número diez en 1975. Fue el primer sencillo de Trask en las listas de Australia desde 1960 y su única canción top 10 allí.

## Lista de canciones
7-inch single – ABC/Dot DOA-17536
1. «Oh Boy» – 2:30
2. «Alone Again Naturally» – 3:41

## Posicionamiento

### Gráfica semanal
| Gráfica (1975)                                 | Pico de posición |
| ---------------------------------------------- | ---------------- |
| Australia (Kent Music Report)                  | 10               |
| Canadá (RPM Country Playlist)                  | 14               |
| Estados Unidos (Billboard Hot Country Singles) | 21               |
| Estados Unidos (Cash Box Country Top 75)       | 16               |

### Gráfica de fin de año
| Gráfica (1975)                | Pico de posición |
| ----------------------------- | ---------------- |
| Australia (Kent Music Report) | 47               |

## Certificaciones y ventas
| País                                                     | Certificación | Ventas  |
| -------------------------------------------------------- | ------------- | ------- |
| Australia (ARIA)                                         | Oro           | 50 000* |
| *cifras de ventas basadas únicamente en la certificación |               |         |